# Kemsit
Kemsit est une reine égyptienne, épouse de rang inférieur du roi Montouhotep II de la XIe dynastie. Sa tombe (TT308) et sa petite chapelle décorée ont été retrouvées près du temple funéraire de son mari à Deir el-Bahari, derrière le bâtiment principal, ainsi que les tombes de cinq autres dames, Kaouit, Henhenet, Ashayet, Sadeh et Mayet. Elle et trois autres femmes parmi les six portaient des titres de reine, et la plupart d'entre elles étaient prêtresses d'Hathor. Il est donc possible qu'elles aient été enterrées là dans le cadre du culte de la déesse.
Seules des parties de son sarcophage ont été retrouvées, elles se trouvent maintenant au Musée égyptien du Caire.
La reine était également représentée sur des reliefs dans le temple funéraire de son mari Montouhotep II. Ces représentations sont aujourd'hui fortement détruites, mais il semble qu'elle soit apparue dans une scène montrant une rangée de femmes royales. Sur les fragments conservés, elle est représentée devant la reine Kaouit. Dans la représentation, son titre est celui d'« Épouse bien-aimée du roi ».
Ses titres étaient : « Épouse bien-aimée du roi » (ḥmt-nỉswt mrỉỉ.t=f), « Ornement du roi » (ẖkr.t-nỉswt), « Ornement unique du roi » (ẖkr.t-nỉswt wˁtỉ.t), « Prêtresse d'Hathor » (ḥm.t-nṯr ḥwt-ḥrw).